# Арафат (Мавритания)
Арафат (араб. عرفات‎) — городская коммуна и пригород Нуакшота, столицы Мавритании. Арафат является столицей региона Нуакшотт-Сюд. Население Арафата составляет 102169 человек.